# Mútua d'Accidents de Treball de Tarragona
La Mútua d'Accidents de Treball de Tarragona és una obra neoclàssica de Tarragona protegida com a Bé Cultural d'Interès Local.

## Descripció
Edifici neoclàssic, amb ordre gegant de pilastres compostes, balconada amb balustrada a la planta noble i acabament amb una gran motllura d'entaulament i frontó corbat central. Està tot fet amb pedra picada.